# Ostrov (Malšín)
Ostrov (německy Wörles) je malá vesnice, část obce Malšín v okrese Český Krumlov. Nachází se asi jeden kilometr jižně od Malšína.
Ostrov leží v katastrálním území Boršov u Loučovic o rozloze 1,49 km², Ostrov na Šumavě o rozloze 7,24 km², Běleň o rozloze 5,04 km², Horní Dlouhá o rozloze 4,51 km², Horní Okolí o rozloze 5,49 km² a Šafléřov o rozloze 3,34 km². V katastrálním území Ostrov na Šumavě leží i Malšín.

## Historie
První písemná zmínka o vesnici pochází z roku 1372. Od zavedení obecního zřízení v polovině 19. století byl Ostrov samostatnou obcí, jejíž součástí původně byly osady Dolní Okolí, Hodslav (1. díl), Horní Dlouhá, Horní Okolí, Lhotka, Malšín, Větrná a Všímary.
Od 1.7.1985 přestal být Ostrov samostatnou obcí, do 14.8.1990 byl částí Vyššího Brodu. Od 1. srpna 1990 je částí Malšína.

## Obyvatelstvo
| Rok            | 1869  | 1880  | 1890  | 1900  | 1910  | 1921  | 1930  | 1950 | 1961 | 1970 | 1980 | 1991 | 2001 | 2011 | 2021 |
| -------------- | ----- | ----- | ----- | ----- | ----- | ----- | ----- | ---- | ---- | ---- | ---- | ---- | ---- | ---- | ---- |
| Počet obyvatel | 1 286 | 1 389 | 1 297 | 1 365 | 1 336 | 1 268 | 1 334 | 587  | 227  | 138  | 71   | 52   | 50   | 57   | 71   |
| Počet domů     | 188   | 216   | 219   | 222   | 222   | 224   | 233   | 183  | 183  | 29   | 22   | 22   | 20   | 49   | 45   |

Poznámka: Údaje za léta 1869 až 1961 se týkají celé tehdejší obce Ostrov, včetně přilehlých osad, tj. včetně Malšína.Pamětihodnosti
Na vrchu Tumberg se dochovaly drobné pozůstatky středověkého hrádku u Ostrova. V devatenáctém století byla na jedné z vrcholových plošin postavena kaple Panny Marie Pomocné.

## Další fotografie

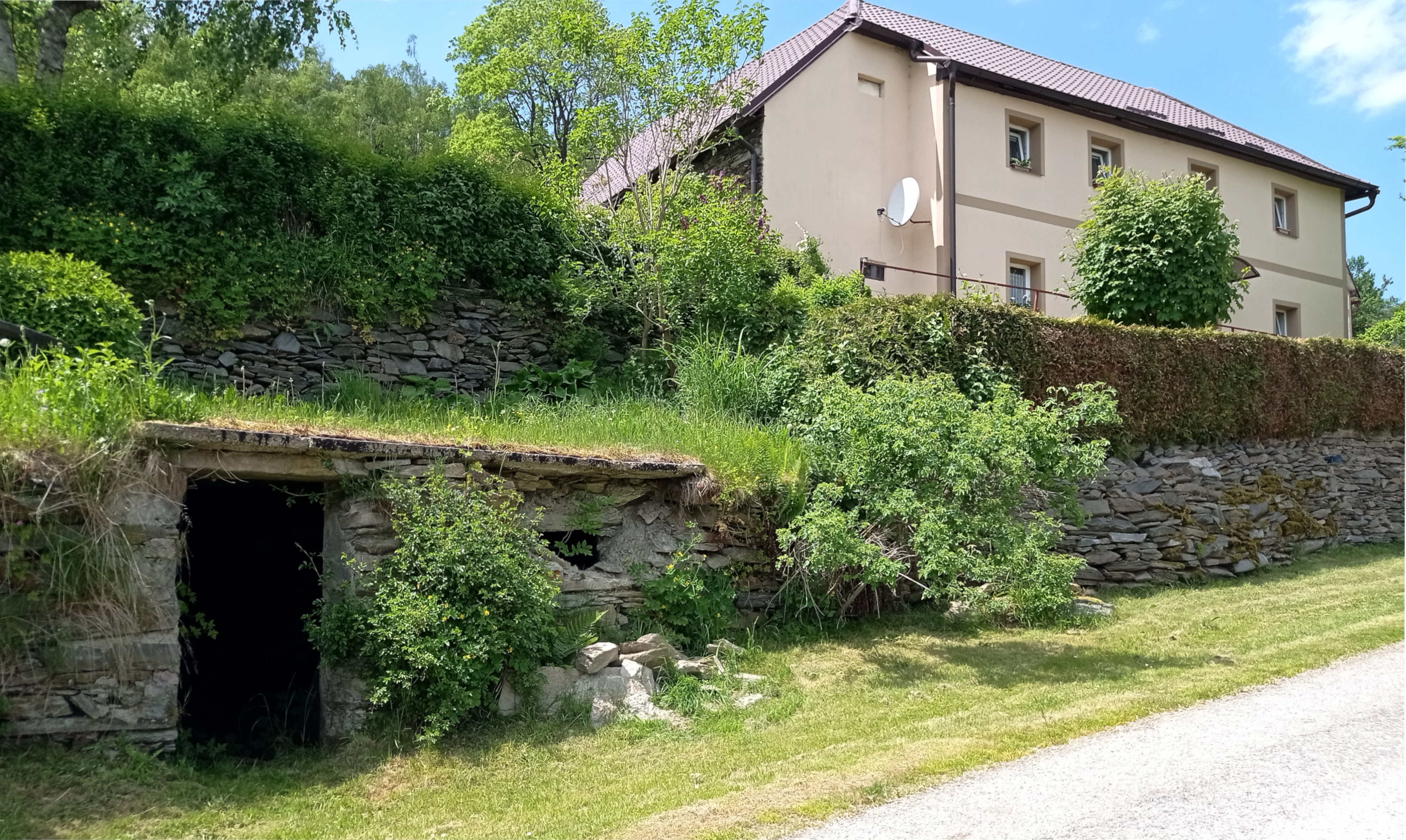
Dům čp. 16
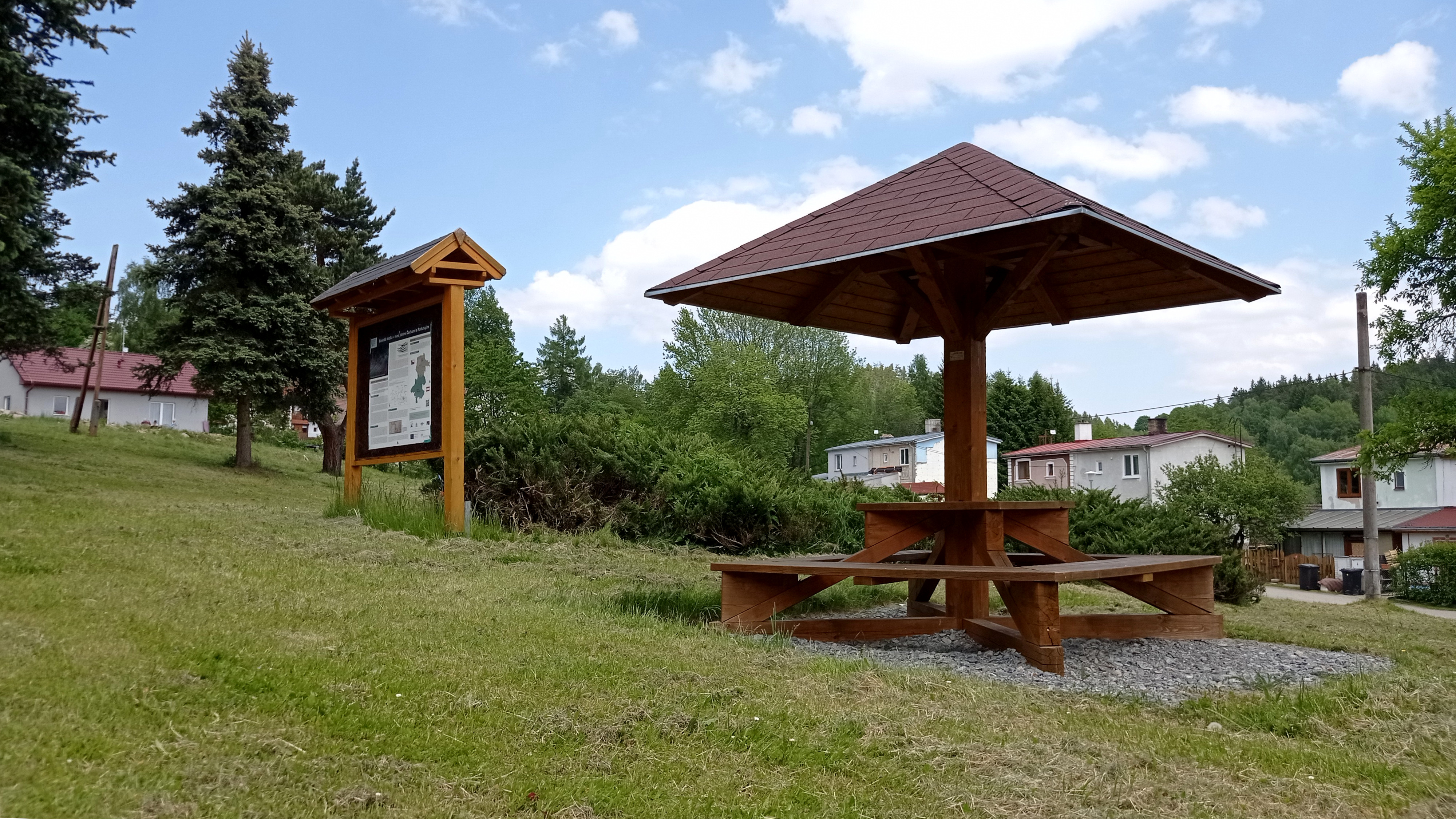
Odpočívadlo v centru
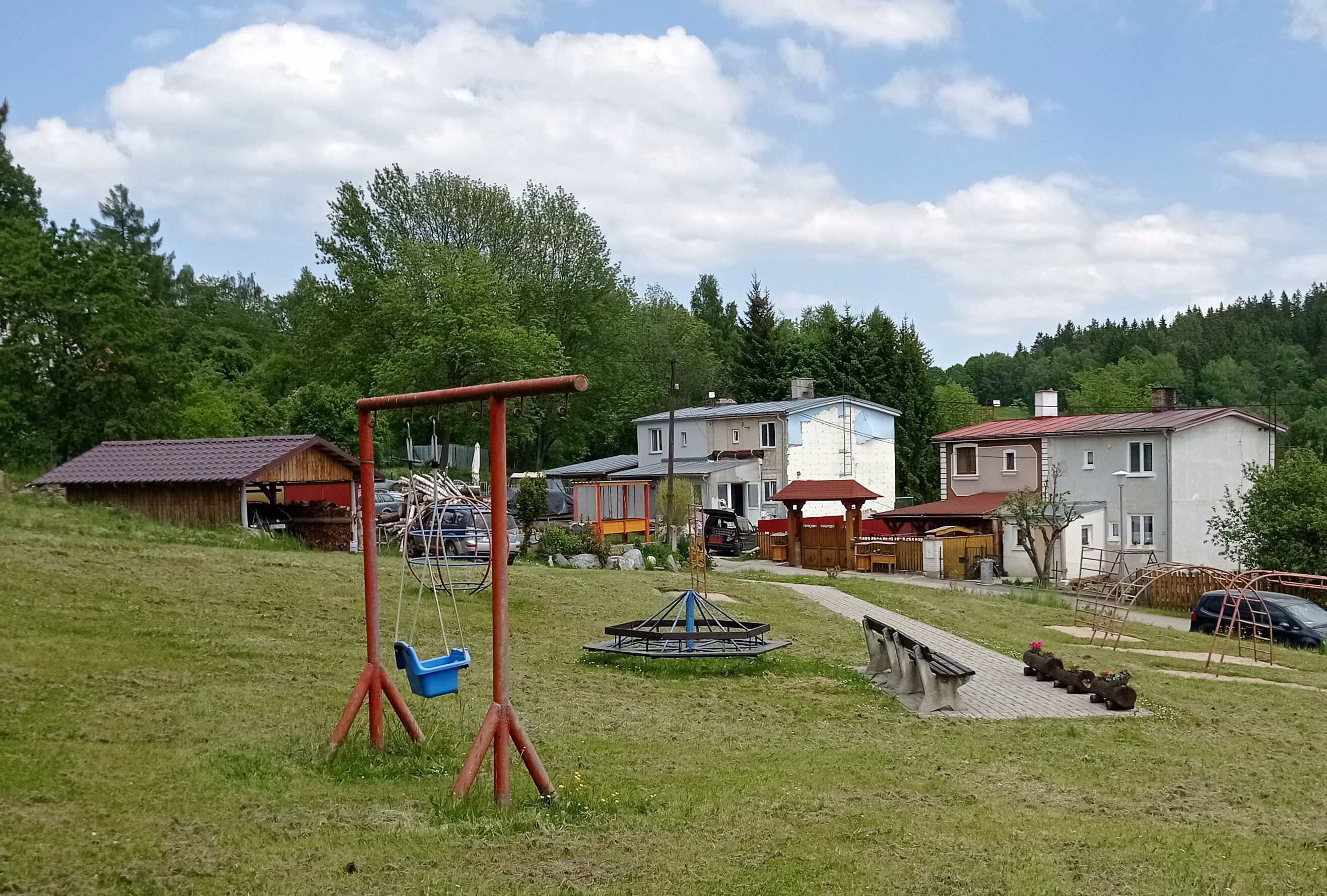
Dětské hřiště a domy čp. 51–54
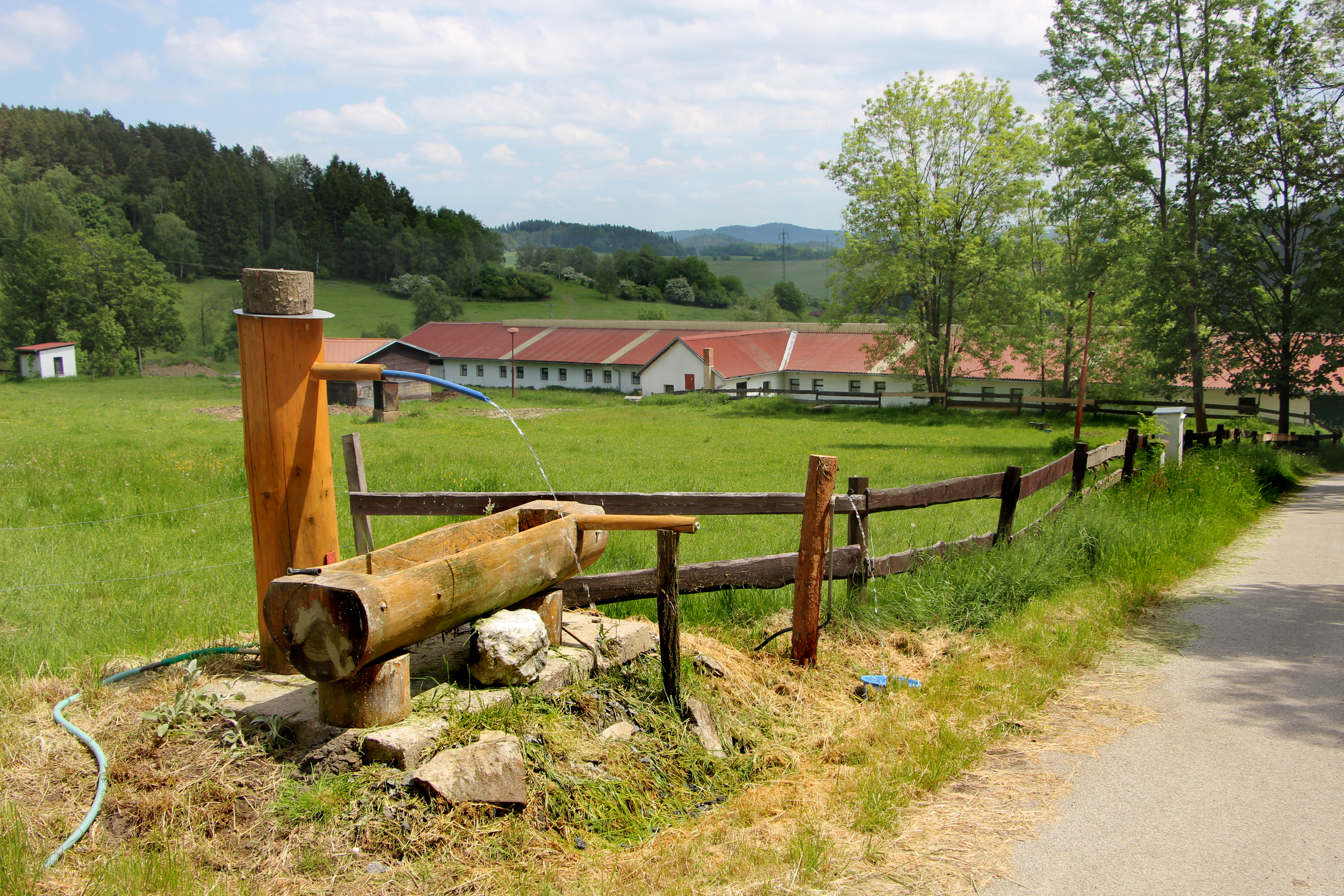
Farma